# FIFA World Cup 2010
2010 FIFA World Cup South Africa este unul dintre jocurile create de cei de la EA Sports. Jocul conține 199 de echipe naționale. Acesta este redarea Campionatului Mondial din Africa de Sud 2010 pe XBOX 360, PlayStation 3, portabil, Wii.

## Coloană sonoră
Coloana sonoră a FIFA World Cup 2010 este compusă din 28 de piese provenite de la artiști din 21 de țări. Conform celor de la Electronic Arts, intenția coloanei sonore este de a „sărbători diversitatea culturală a primului Campionat Mondial jucat în Africa de Sud”. Tema muzicală a jocului este „Wavin' Flag (Coca-Cola Celebration Mix)” de K'naan.
| - Baaba Maal (Senegal) - "International" - Babatunde Olatunji (Nigeria) - "Kiyakiya" - Basement Jaxx feat. Santigold (Anglia/Statele Unite) - "Saga" - Buraka Som Sistema (Portugalia) - "Restless" - Buscemi feat. Lady Cath (Belgia/Canada) - "Dipso Calypso" - Fedde le Grand feat. Stereo MCs (Olanda/Anglia) - "Wild & Raw" - Florence + the Machine (Anglia) - "Drumming Song" - Fool's Gold (Statele Unite) - "The World Is All There Is" - The Future Sound of London (Anglia) - "Papua New Guinea" - Gang of Instrumentals (Africa de Sud) - "Oh Yeah" - John Forté (Statele Unite) - "Your Side" - Jonathan Boulet (Australia) - "Ones Who Fly Twos Who Die" - Kid British (Anglia) - "Winner" - K'naan (Somalia/Canada) - "Wavin' Flag (Coca-Cola Celebration Mix)" | - Last Rhythm (Italia) - "Last Rhythm" - Latin Bitman (Chile) - "The Instrumento" - Marisa Monte (Brazilia) - "Não é Proibido" - Michael Franti & Spearhead feat. Cherine Anderson (Statele Unite/Jamaica) - "Say Hey (I Love You)" - MIDIval Punditz (India) - "Atomizer (Pathaan's Dhol Mix)" - Miike Snow (Suedia) - "In Search of" - Nas & Damian Marley (Statele Unite/Jamaica) - "Strong Will Continue" - Rocky Dawuni (Ghana) - "Africa Soccer Fever" - Rox (Anglia) - "Rocksteady" - Sérgio Mendes (Brazilia) - "Emoriô" - Sia (Australia) - "Bring Night" - The Kenneth Bager Experience (Danemarca) - "Fragment Eight" - The Very Best feat. Ezra Koenig (Malawi/Franța/Statele Unite) - "Warm Heart of Africa" (So Shifty Remix) - White Rabbits (Statele Unite) - "Percussion Gun" |